# Hana no ran
Pour plus de détails, voir Fiche technique et Distribution.
Hana no ran (華の乱) est un film japonais réalisé par Kinji Fukasaku, sorti en 1988.

## Synopsis
Akiko Yosano, poétesse aux nombreux enfants, tombe amoureuse de l'écrivain Takeo Arishima.

## Fiche technique
- Titre : Hana no ran
- Titre original : 華の乱
- Réalisation : Kinji Fukasaku
- Scénario : Kinji Fukasaku, Fumio Kōnami et Tomomi Tsutsui d'après le roman de Michiko Nagahata
- Musique : Takayuki Inoue
- Photographie : Daisaku Kimura
- Montage : Isamu Ichida
- Production : Keita Senoo et Izumi Toyoshima
- Société de production : Toei Company
- Pays de production :  Japon
- Langue originale : japonais
- Genre : Drame et biographique
- Durée : 139 minutes
- Dates de sortie : 
  - Japon : 1er octobre 1988[1]

## Distribution
- Sayuri Yoshinaga : Akiko Yosano
- Keiko Matsuzaka : Sumako Matsui
- Ken Ogata : Tekkan Yosano
- Kimiko Ikegami : Akiko Hatano
- Morio Kazama : Sakae Ōsugi
- Eri Ishida : Noe Itō
- Yūsaku Matsuda : Takeo Arishima
- Yoshiko Nakada : Tomiko Yamakawa
- Mineko Nishikawa : Takino Hayashi
- Mikio Narita : Harufusa Hatano
- Keizō Kanie : Hōgetsu Shimamura
- Renji Ishibashi : Shōjirō Sawada (ja)
- Takashi Naitō : Kyūtarō Wada
- Eri Saitō : Natsuko Fukao
- Miki Sanjō : la mère d'Arishima

## Distinctions
Le film a été nommé pour quinze Japan Academy Prize et a remporté deux : meilleure actrice pour Sayuri Yoshinaga (conjointement avec sa performance dans Tsuru) et meilleur second rôle féminin pour Eri Ishida (conjointement avec ses performances dans Onimaru et Espoir et Douleur).